# スターフィールド河南
スターフィールド河南（スターフィールドハナム）は、韓国京畿道河南市にある、新世界グループが運営しているショッピングモールである。

## 概要
2016年9月5日から8日までフリーオープンした。